# Mszar koło Starej Dobrzycy
Rezerwat przyrody „Mszar koło Starej Dobrzycy” – torfowiskowy rezerwat przyrody w województwie zachodniopomorskim, w powiecie łobeskim, w gminie Resko, 1,5 km na południe od Starej Dobrzycy, po zachodniej stronie drogi do Starogardu.
Został utworzony na mocy zarządzenia Ministra Leśnictwa i Przemysłu Drzewnego z dnia 10 listopada 1976, na powierzchni 11,17 ha.
Celem ochrony jest zachowanie torfowiska wysokiego z zarastającym oczkiem wodnym, z siedliskami typowymi dla zespołów mszarnych, z rzadkimi i ginącymi roślinami, takimi jak: wełnianka pochwowata (Eriophorum vaginatum), żurawina drobnolistkowa (Oxycoccus microcarpus), rosiczka okrągłolistna (Drosera rotundifolia), bagnica torfowa (Scheuchzeria palustris).
Rezerwat leży w granicach obszaru siedliskowego sieci Natura 2000: „Dorzecze Regi” PLH320049.
Nadzór: Nadleśnictwo Resko. Obszar rezerwatu podlega ochronie czynnej.
2 km na wschód, z południa na północ płynie rzeka Mołstowa, prawy dopływ Regi.